# Оскар Лопес (колумбійський футболіст)
Оскар Лопес Васкес (ісп. Óscar López Vázquez, 2 квітня 1939, Медельїн — 20 грудня 2005, Калі) — колумбійський футболіст, що грав на позиції захисника.
Виступав, зокрема, за клуб «Депортіво Калі», а також національну збірну Колумбії.

## Клубна кар'єра
У дорослому футболі дебютував 1961 року виступами за команду «Онсе Кальдас», в якій провів два сезони, взявши участь у 68 матчах чемпіонату.
Своєю грою за цю команду привернув увагу представників тренерського штабу клубу «Депортіво Калі», до складу якого приєднався 1963 рок і виступав за команду з Калі до припинення виступів у 1975. З командою  чотири рази вигравав чемпіонат Колумбії в 1965, 1967, 1969 і 1970 роках.

## Виступи за збірну
5 лютого 1961 року дебютував в офіційних матчах у складі національної збірної Колумбії в товариській грі проти США (2:0).
У складі збірної був учасником чемпіонату світу 1962 року у Чилі, зігравши на турнірі у всіх трьох матчах проти Уругваю, СРСР та Югославії, але команда посіла останнє місце у групі.
Наступного року поїхав з командою на чемпіонат Південної Америки 1963 року у Болівії, де зіграв у п'яти матчах проти Аргентини, Бразилії, Парагваю, Перу та Еквадору, витім і на цьому турнірі колумбійці посіли останнє місце.
Востаннє за збірну зіграв 3 червня 1972 року в товариському матчі проти Венесуели (1:2). Загалом протягом кар'єри у національній команді, яка тривала 12 років, провів у її формі 28 матчів.
Помер 20 грудня 2005 року на 67-му році життя у місті Калі.

## Титули і досягнення
- Чемпіон Колумбії: 1965, 1967, 1969, 1970